# 卡琳娜·罗白日
卡琳娜·罗白日（法語：Kalyna Roberge，1986年10月1日—），是加拿大女子短道速滑运动员。她是2006年冬季奧林匹克運動會短道速滑比賽和2010年冬季奧林匹克運動會短道速滑比賽3000米接力双料亚军。

## 职业生涯
2010年温哥华冬奥会中，罗白日获得3000米接力银牌。2010年世界短道速滑锦标赛中，她获得500米和3000米接力两枚银牌。一周之后，她又随加拿大女子短道速滑队在博尔米奥获得2010年世界短道速滑团体锦标赛团体银牌。

## 资料来源
- 2010世界短道速滑锦标赛官方网站(英文)

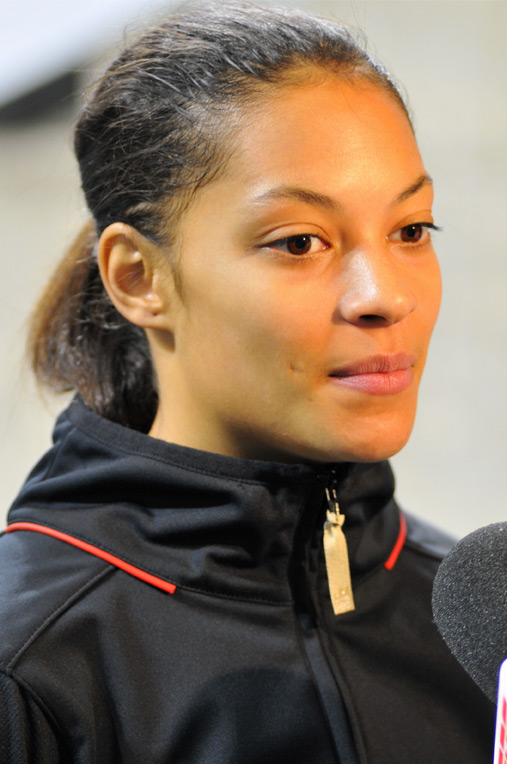

- Kalyna Roberge-国际滑冰联盟（ISU）
- Kalyna Roberge-Olympedia